# أغسطس كارني
أغسطس كارني (بالإنجليزية: Augustus Carney) هو ممثل أمريكي، ولد في 1870 في المملكة المتحدة، وتوفي في 1920.

## وصلات خارجية
- أغسطس كارني على موقع IMDb (الإنجليزية)
- أغسطس كارني على موقع أول موفي (الإنجليزية)
- أغسطس كارني على موقع قاعدة بيانات الفيلم (الإنجليزية)